# Paranerita disjuncta
Paranerita disjuncta là một loài bướm đêm thuộc phân họ Arctiinae, họ Erebidae.